# Southside School (Miami)
La Southside School  es una escuela histórica ubicada en Miami, Florida. La Southside School se encuentra inscrita  en el Registro Nacional de Lugares Históricos desde el 4 de enero de 1989. Forma parte del Downtown Miami MRA. 

## Ubicación
La Southside School se encuentra dentro del condado de Miami-Dade en las coordenadas 25°45′41″N 80°11′58″O / 25.761389, -80.199444.